# 이십육×365=0 (속)
"이십육×365=0 (속)"(續 26x365=0, 26 X 365 = 0 (Sequel))은 한국에서 제작된 노세한 감독의 1982년 영화이다. 최수희 등이 주연으로 출연하였고 최춘지 등이 제작에 참여하였다.

## 출연

### 주연
- 최수희
- 이영하
- 정세혁
- 김진규

## 기타
- 원작자: 최수희
- 조명: 김석진
- 녹음: 김성찬